# سمية بنت خباط
سُمَيَّة بنت خَبَّاط وقيل خَيَّاط (ت 7 ق هـ) صحابية سابقة، وأول شهيدة في الإسلام. أسلمت بمكة مع زوجها ياسر بن عامر العنسي وابنها عمَّار بن ياسر، فهم من السابقين الأوَّلين في الإسلام من غير بني هاشم. وكان إسلامهم بعد بضعة وثلاثين رجلًا. وهي أول شهيدة في الإسلام؛ طعنها عمرو بن هشام بحَرْبة في قُبُلِها حتى ماتت، وكانت عجوزًا ضعيفة. فكنَّاه النبيُّ محمد ﷺ عقبَ ذلك بأبي جهل، وكذلك الوليد بن المغيرة. وكان استشهادُها بمكة في السنة السابعة قبل الهجرة. وقيل إنها كانت سابعَ من آمن بالنبيِّ محمد ﷺ.

## اسمها ونسبها
هي سُمَيَّة بنت خَبَّاط أو خُبَّاط أو خَيَّاط. فقد اختُلف في اسم أبيها على ثلاثة أوجه؛ فضبطه الزَّبيديُّ في "تاج العروس" (خ ب ط): (خَبَّاط) بفتح الخاء والباء المثقلة. وضبطه الحافظُ ابن حجر في "الإصابة": (خُبَّاط) بضمِّ الخاء والباء المثقلة، وقال: ويُقال بمثنَّاة تحتانية؛ أي: (خَيَّاط). ونقل ابنُ الجوزيِّ في "تلقيح فهوم أهل الأثر" 1/ 242 عن الدارقطني أنه قاله بالباء (خَبَّاط)، وأن غيره قاله بالياء (خَيَّاط).
كانت سُمية أَمَةً لأبي حذيفة بن المغيرة المخزومي، وكان ياسر بن عامر العَنْسي حليفًا لأبي حذيفة، فزوَّجَهُ بها، فولدت له عمار بن ياسر فأعتقه.

## تعذيبها
عُذِّب آل ياسر لإسلامهم وصبروا على الأذى، فعن عمَّار أن مشركي بني مخزوم عذَّبوه عذابًا شديدًا فاضطُرَّ عمَّار إلى إخفاء إيمانه عن المشركين وإظهار الكفر، وقد أنزلت آية بهذا الشأن: {مَنْ كفَرَ بالله مِنْ بَعْدِ إيمانِهِ إلَّا مَنْ أُكْرِهَ وقَلبُه مُطْمَئِنٌّ بالإيمان}. وعندما أتى رسولَ الله قال: ما وراءك؟ قال: شرٌّ يا رسولَ الله! ما تُركتُ حتى نِلتُ منكَ وذكَرتُ آلهتَهم بخير! قال: كيف تجِدُ قلبَك؟ قال: مُطمَئِنًّا بالإيمان. قال: فإنْ عادُوا لكَ فعُد لهم.
عن ابن إسحاق قال: حدَّثني رجالٌ من آل عمَّار بن ياسر، أن سُميَّة أمَّ عمَّار عذَّبها هذا الحيُّ من بني المُغيرة بن عبد الله بن عمر بن مَخْزوم على الإسلام، وهي تأبَى غيرَه، حتى قتلوها، وكان رسولُ الله مرَّ بعمَّار وأمِّه وأبيه وهم يُعذَّبون بالأبْطَح في رَمْضاء مكَّة، فيقول: صَبرًا آلَ ياسِر فإنَّ مَوعِدَكُم الجنَّة.

## وفاتها
نالت سمية الشهادة بعد أن طعنها أبو جهل بحَرْبة بيده في قُبُلِها، فماتت على إثرها في السنة السادسة بعد البعثة (السابعة قبل الهجرة). كانوا يعذِّبونها برَبْط رجلَيها إلى بعيرَين وشدِّهما من جانبين. بعد مقتل أبي جهل، قال النبيُّ صلى الله عليه وسلم لعمَّار بن ياسر: «قتلَ الله قاتلَ أمِّك».